# Bernhard Weber (Komponist)
Bernhard Weber (* 30. November 1912 in Osnabrück; † 25. März 1974 in Linz am Rhein) war ein deutscher Chorkomponist und Chorleiter.

## Leben und Wirken
Nach Absolvierung einer Banklehre besuchte Bernhard Weber von 1936 bis 1939 das Osnabrücker Konservatorium und nahm Kompositions-Lehrstunden bei Walter Rein. Die Prüfung zum Privatmusiklehrer legte er 1939 in Dortmund ab. 1946 trat er seine erste Chorleiter-Stelle im Landkreis Neuwied an.
1948 siedelte er nach Linz am Rhein um und betätigte sich von da an als Komponist und später auch als Dirigent. Im Laufe der Zeit vertrauten sich ihm immer mehr namhafte rheinische Chöre an, die, von Erfolgen begleitet, von ihm geleitet wurden. Aufgrund dessen wurde er in der Folge zum Kreis-Chormeister, zum stellvertretenden Bundes-Chormeister, zum Leiter von Chormeister-Lehrgängen und zum Literaturberater des Sängerbundes Rheinland-Pfalz berufen.
Das Schaffensgebiet des Komponisten reicht vom kleinen Volksliedsatz bis zum großen sakralen Chorwerk. Er bearbeitete zum Beispiel Kinderlieder wie Old MacDonald hat ’ne Farm und vertonte Gedichte wie Der Kehraus von Joseph von Eichendorff. Seine Chorkompositionen gehörten in der zweiten Hälfte des 20. Jahrhunderts zu den meistgesungenen im deutschen Sprachraum. 1962 wurde er mit der Willi-Sendt-Plakette, der höchsten Auszeichnung des Deutschen Sängerbundes, geehrt. 1973 erhielt er das Bundesverdienstkreuz.

## Werke (Auswahl)
- 1954: Danklied. Wir haben geackert
- 1955: O Rhein, du heiliger Strom!
- 1956: Den Gefallenen. Unter den Kreuzen, unter den Hügeln ...
- 1957: Missa Dona Nobis Pacem (gemischter Chor a cappella; neu aufgelegt unter dem Titel: Missa brevis pro pace)
- 1959: Mann im Monde. Lieber Mann im Monde …
- 1961: Streitlied zwischen Leben und Tod. So spricht das Leben
- 1963: Zwei Choräle zur Trauung
- 1968: Quartett Nr. 1 für 4 Hörner in F
- 1969: Jubilate Deo! Psalm 99 Vers 1
- 1970: Es gingen drei heil‘ge Frauen
- 1971: Quartett Nr. 2 für 4 Hörner in F
- 1974: Das Wasser fließt so helle. Männerchor. (Bearbeitung, Original von: Karl Wirz)